# Grande-Bretagne aux Jeux olympiques d'hiver de 2018
La Grande-Bretagne participe aux Jeux olympiques d'hiver de 2018 à Pyeongchang en Corée du Sud du 9 au 25 février 2018. Il s'agit de sa vingt-troisième participation à des Jeux d'hiver.

## Récompenses

### Médailles
| Médaille | Discipline | Épreuve | Athlète(s) | Performance | Date         |
| -------- | ---------- | ------- | ---------- | ----------- | ------------ |
| Or       |            |         |            |             | février 2018 |
| Argent   |            |         |            |             | février 2018 |
| Bronze   |            |         |            |             | février 2018 |

| Sport           | Médaille d'or, Jeux olympiques | Médaille d'argent, Jeux olympiques | Médaille de bronze, Jeux olympiques | Total |
| --------------- | ------------------------------ | ---------------------------------- | ----------------------------------- | ----- |
| ski acrobatique | —                              | —                                  | —                                   |       |

| Jour     | Date       | Médaille d'or, Jeux olympiques | Médaille d'argent, Jeux olympiques | Médaille de bronze, Jeux olympiques | Total |
| -------- | ---------- | ------------------------------ | ---------------------------------- | ----------------------------------- | ----- |
| 1er jour | 8 février  | —                              | —                                  | —                                   | —     |
| 2e jour  | 9 février  | —                              | —                                  | —                                   | —     |
| 3e jour  | 10 février | 0                              | 0                                  | 0                                   | 0     |
| 4e jour  | 11 février | 0                              | 0                                  | 0                                   | 0     |
| 5e jour  | 12 février | 0                              | 0                                  | 0                                   | 0     |
| 6e jour  | 13 février | 0                              | 0                                  | 0                                   | 0     |
| 7e jour  | 14 février | 0                              | 0                                  | 0                                   | 0     |
| 8e jour  | 15 février | 0                              | 0                                  | 0                                   | 0     |
| 9e jour  | 16 février | 0                              | 0                                  | 1                                   | 1     |
| 10e jour | 17 février | 1                              | 0                                  | 2                                   | 3     |
| 11e jour | 18 février | 0                              | 0                                  | 0                                   | 0     |
| 12e jour | 19 février | 0                              | 0                                  | 0                                   | 0     |
| 13e jour | 20 février | 0                              | 0                                  | 0                                   | 0     |
| 14e jour | 21 février | 0                              | 0                                  | 0                                   | 0     |
| 15e jour | 22 février | 0                              | 0                                  | 0                                   | 0     |
| 16e jour | 23 février | 0                              | 0                                  | 0                                   | 0     |
| 17e jour | 24 février | 0                              | 0                                  | 1                                   | 1     |
| 18e jour | 25 février | 0                              | 0                                  | 0                                   | 0     |
| Total    | Total      | 1                              | 0                                  | 4                                   | 5     |